# ميغيل برونو ألميدا سواريس
ميغيل برونو ألميدا سواريس (9 فبراير 1993 - ) هو لاعب كرة قدم برتغالي في مركز الوسط. لعب مع U.D. Oliveirense ‏ وS.C. Bustelo ‏.

## وصلات خارجية
- ميغيل برونو ألميدا سواريس على موقع قاعدة بيانات كرة القدم.إي يو (الإنجليزية)
- ميغيل برونو ألميدا سواريس على موقع Soccerway.com (الإنجليزية)